# Monthou-sur-Bièvre
Monthou-sur-Bièvre är en kommun i departementet Loir-et-Cher i regionen Centre-Val de Loire i de centrala delarna av Frankrike. Kommunen ligger i kantonen Contres som tillhör arrondissementet Blois. År 2022 hade Monthou-sur-Bièvre 793 invånare.

## Befolkningsutveckling
Antalet invånare i kommunen Monthou-sur-Bièvre
| Referens: INSEE |